# Bayerskt öl

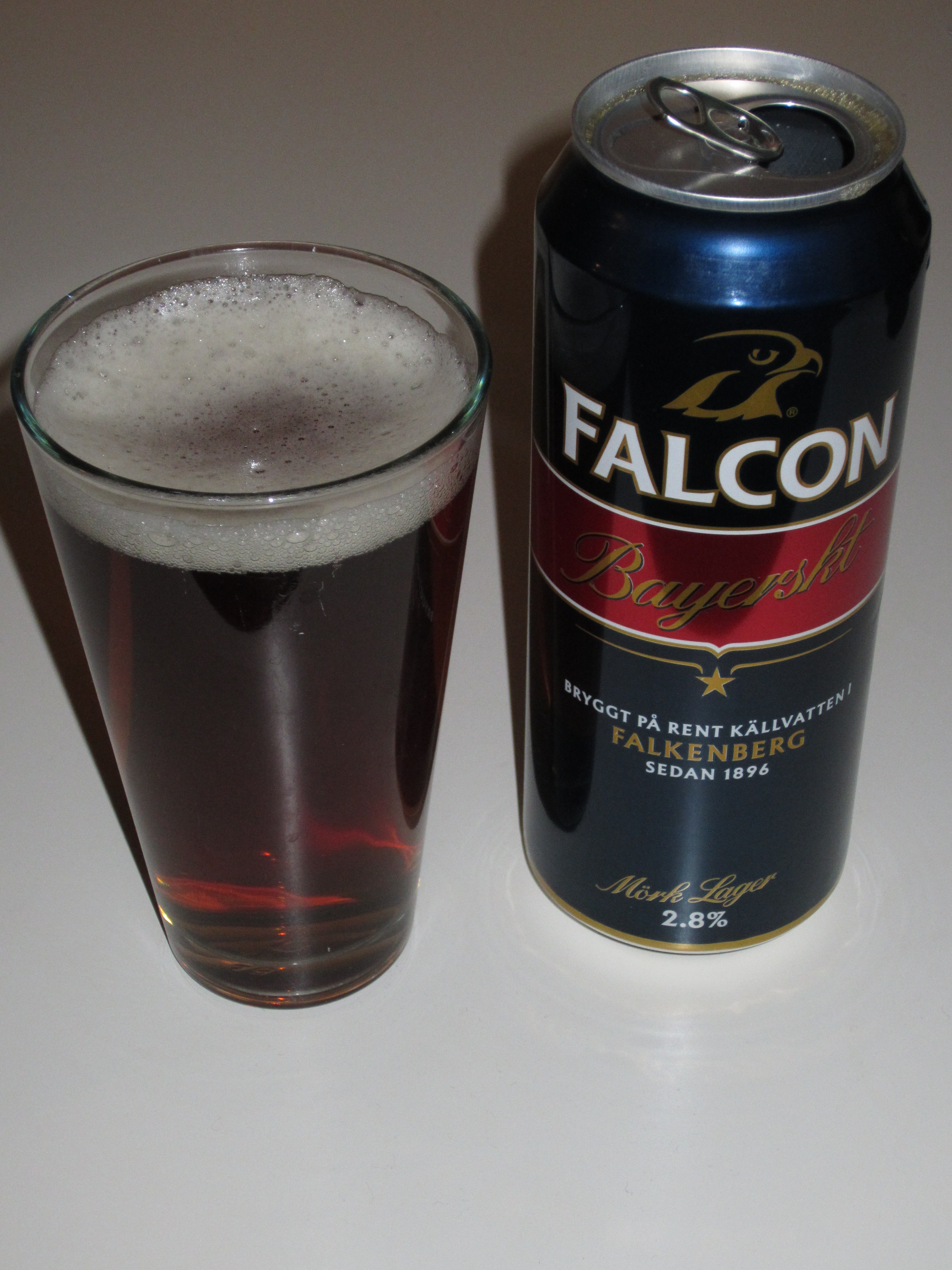
Bayerskt öl från Falcon.

Bayerskt öl eller så kallat Münchener är ett mörkt lageröl och började bryggas av munkar kring Bayern under 1400-talet, men det var inte förrän början av 1800-talet som det började bryggas i någon större skala. Det liknar mycket mer ett ljust lageröl i smaken än till exempel en mörk Stout. Anledningen till det är att brygg- och jäsnings-principerna är nästintill densamma som för ljusa lageröl. Bayerskt öl är ett så kallat underjäst öl.